# لو كاميرون
لو كاميرون (بالإنجليزية: Lou Cameron)‏ (20 يونيو 1924، سان فرانسيسكو في الولايات المتحدة - 25 نوفمبر 2010)؛ روائي أمريكي.